# Tonino Zorzi
Tonino Zorzi (Gorizia, 10 de junio de 1935-Gorizia, 19 de agosto de 2023) fue un jugador y entrenador de baloncesto italiano que jugó en la posición de escolta. Está considerado como el mejor jugador de la historia del Pallacanestro Varese.

## Carrera
A nivel de equipo jugó en 215 partidos y anotó 3,948 puntos en la Lega Basket Serie A, de la que salió campeón en la temporada de 1961/62. 

### Club
| Periodo   | Club                 |
| --------- | -------------------- |
| 1950-1953 | Agi Gorizia          |
| 1954-1962 | Pallacanestro Varese |

### Selección nacional
Jugó para Italia en 22 ocasiones de 1953 a 1965 y participó en dos ocasiones en el EuroBasket.

### Entrenador
| Periodo   | Club                         |
| --------- | ---------------------------- |
| 1963-1965 | UG Goriziana                 |
| 1966-1967 | UG Goriziana                 |
| 1967-1968 | Petrarca Basket              |
| 1968-1971 | Partenope Napoli Basket      |
| 1971-1979 | Reyer Venezia                |
| 1979-1980 | Mens Sana Siena              |
| 1980-1982 | Reyer Venezia                |
| 1982-1984 | Mens Sana Siena              |
| 1984-1985 | Napoli Basket                |
| 1985-1987 | Reyer Venezia                |
| 1987-1990 | Viola Reggio Calabria        |
| 1990-1992 | Pallacanestro Pavia          |
| 1992-1994 | Napoli Basket                |
| 1994-1995 | Montecatini Terme Basketball |
| 1995-1996 | Viola Reggio Calabria        |
| 1996-1997 | Victoria Libertas Pesaro     |
| 1997-1998 | Scandone Avellino            |
| 1998-1999 | UG Goriziana                 |
| 1999-2000 | Dinamo Sassari               |
| 2000-2002 | Viola Reggio Calabria        |
| 2002-2003 | NSB Rieti                    |
| 2005      | Viola Reggio Calabria        |
| 2006      | Viola Reggio Calabria        |
| 2006-2007 | Basket Ferentino             |

## Logros

### Jugador
- Lega Basket Serie A (1): 1960-1961

### Entrenador
- Copa Saporta (1): 1969-1970
- Legadue (5): 1975-1976, 1980-1981, 1985-1986, 1988-1989, 1990-1991

### Individual
- Miembro del Salón de la Fama del Baloncesto Italiano en 2011.